# Alfredo Ildefonso Schuster
Alfredo Ildefonso Schuster (Roma, 18 gennaio 1880 – Venegono Inferiore, 30 agosto 1954) è stato un cardinale, arcivescovo cattolico e abate italiano, arcivescovo di Milano dal 1929 al 1954. È stato proclamato beato da papa Giovanni Paolo II il 12 maggio 1996. Apparteneva all'ordine benedettino.

## Biografia
Nacque a Roma il 18 gennaio 1880 da Johann Schuster, sarto bavarese al servizio della corte pontificia prima come caposarto per i reparti degli Zuavi pontifici, poi come sarto del Quartiere della Guardia Svizzera Pontificia, e Maria Anna Tutzer, di Renon, nell'allora Tirolo asburgico. Suo padre aveva trent'anni più di sua madre e con lei aveva avuto un'altra figlia, Giulia, che pure divenne suora vincenziana. Dal precedente matrimonio il padre aveva avuto altri tre figli. Schuster venne battezzato il 20 gennaio coi nomi di Alfredo Ludovico Luigi.
Durante la sua infanzia venne rapito per un breve periodo per una finalità sconosciuta, ma il rapitore venne poi arrestato.
Schuster ricevette prima la cresima il 2 aprile 1887 da monsignor Giulio Lenti e poi la prima comunione il giorno di Pentecoste dell'anno 1890 presso la chiesa di Sant'Anna dei Palafrenieri. Durante gli anni della giovinezza fu chierichetto presso la chiesa di Santa Maria della Pietà in Camposanto dei Teutonici, nei pressi della basilica di San Pietro in Vaticano.

### Formazione e ministero sacerdotale
Il padre di Alfredo morì il 18 settembre 1889, ed essendo egli molto dotato nello studio, nel 1898 ottenne la possibilità di entrare nello studentato di San Paolo fuori le mura per merito del barone Franz Pfyffer von Altishofen, emettendo la propria professione religiosa il 13 novembre 1900 e prendendo ufficialmente il nome di Ildefonso. Negli anni successivi si laureò in filosofia (14 giugno 1903), ottenendo poi un dottorato in teologia al Collegio Pontificio di Sant'Anselmo a Roma; divenne monaco benedettino e il 19 marzo 1904 venne ordinato presbitero nella basilica di San Giovanni in Laterano dal cardinale Pietro Respighi.

#### Abate di San Paolo fuori le mura
Monaco benedettino dell'abbazia di San Paolo fuori le mura, nel 1908 divenne maestro dei novizi, priore claustrale nel 1916 ed infine venne prescelto come procuratore generale della Congregazione cassinese il 6 aprile 1918, a soli 38 anni, ottenendo il titolo di abate ordinario di San Paolo fuori le mura. Dal 1919 al 1922 fu inoltre presidente del Pontificio istituto orientale. Nel novembre e nel dicembre del 1926 predicò gli esercizi spirituali ad Angelo Roncalli (futuro papa Giovanni XXIII) presso San Paolo fuori le mura. Fu inoltre consultore presso la Congregazione dei riti e la Congregazione per le Chiese orientali.
Dalla Santa Sede gli furono affidati molteplici incarichi ecclesiastici, tra cui la missione di visitatore apostolico nell'arcidiocesi di Milano, dove promosse la costruzione del nuovo seminario su una collina a Venegono Inferiore, luogo che lui stesso contribuì ad individuare.
Fece parte di Amici Israël, una lega cattolica internazionale contro l'antisemitismo e il razzismo, in cui militavano anche molti ebrei convertiti.

### Ministero episcopale e cardinalato

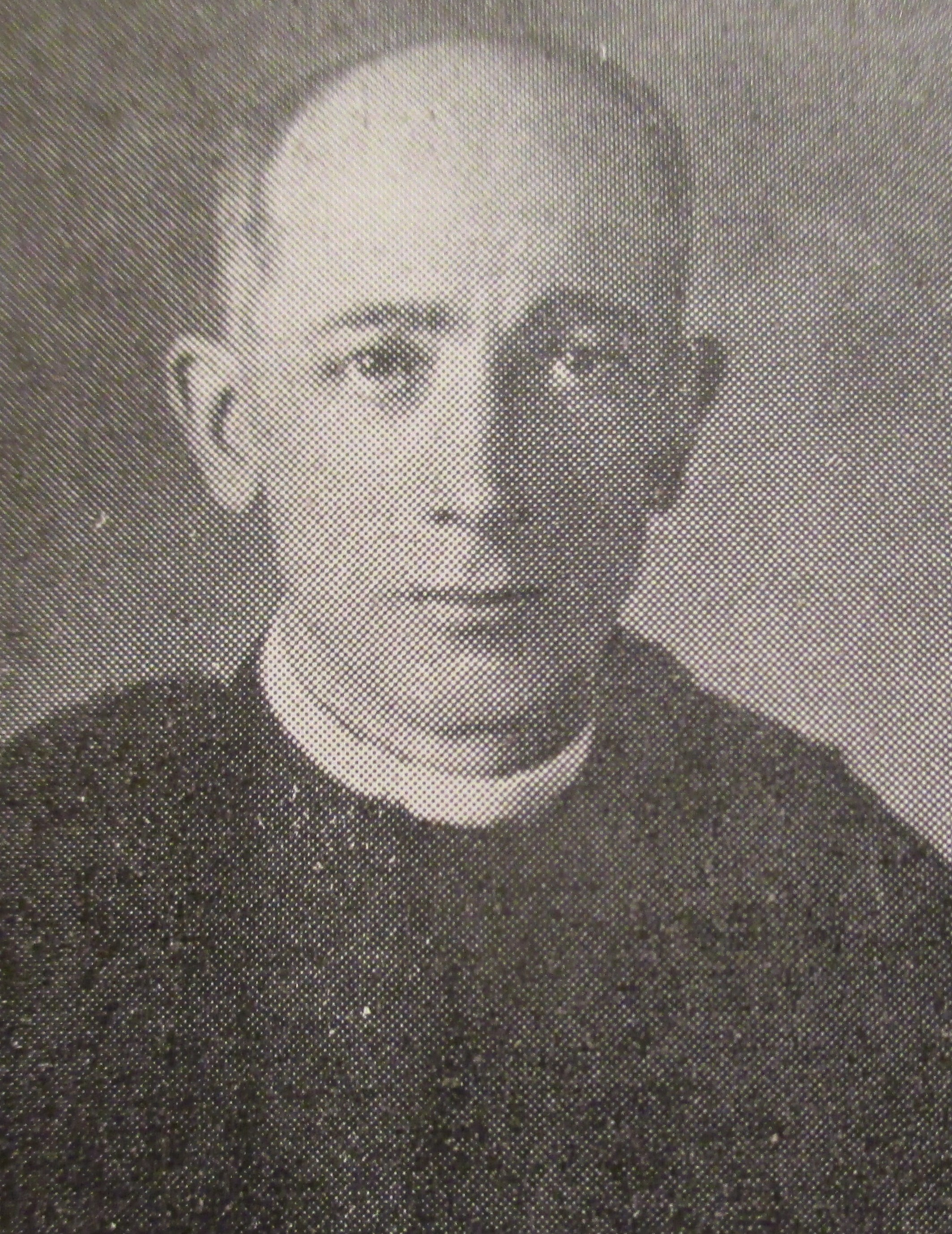
Alfredo Ildefonso Schuster nel 1939

Il 26 giugno 1929 papa Pio XI lo nominò arcivescovo metropolita di Milano; succedette al cardinale Eugenio Tosi, deceduto il 7 gennaio precedente. Lo stesso pontefice lo creò cardinale il 15 luglio e il successivo 21 luglio gli conferì l'ordinazione episcopale nella cappella Sistina, co-consacranti l'arcivescovo Carlo Cremonesi (poi cardinale) e il vescovo Agostino Zampini. L'8 settembre dello stesso anno prese possesso dell'arcidiocesi.
A Milano, appena giunto in diocesi nel 1929, fondò l'Unione Diocesana Decorati Pontifici (attuale ADAS, Associazione Decorati Apostolica Sede) che riunisce tutte le personalità laiche o religiose insignite di un'onorificenza pontificia. Lo stesso Schuster venne onorato del cavalierato di gran croce dell'Ordine equestre del Santo Sepolcro di Gerusalemme. Nel 1930 nominò vicario generale della diocesi Giacinto Tredici, che era stato uno dei fondatori della Rivista di filosofia neo-scolastica, che sarà poi vescovo di Brescia dal 1934.
Governò l'arcidiocesi in tempi difficili per Milano e per l'Italia. Prese come modello uno dei suoi predecessori più illustri, san Carlo Borromeo: si dimostrò assiduo nell'effettuare le visite pastorali nella diocesi che nei venticinque anni del suo episcopato svolse ben cinque volte. Numerose sono le sue lettere al clero e al popolo, le minuziose e dettagliate prescrizioni specialmente in ordine al decoro del culto divino e i frequenti sinodi diocesani; durante il suo episcopato si contano inoltre due congressi eucaristici. Ristrutturò, su incarico di Pio XI, i seminari milanesi mediante la costruzione del seminario teologico e liceale di Venegono Inferiore, inaugurato nel 1935.
Promosse il rilancio del canto ambrosiano con la pubblicazione dei volumi Antiphonale Missarum iuxta ritum Sanctae Ecclesiae Mediolanensis (1935) e Liber Vesperalis (1939), editi dal musicologo benedettino spagnolo Gregorio Maria Suñol.
Come quasi tutto il mondo cattolico italiano, Schuster si illuse che attraverso la collaborazione la Chiesa potesse cristianizzare il fascismo (ne fa fede una lettera precedente ai patti Lateranensi e la nomina ad arcivescovo), facendo ad esempio celebrare una messa di ringraziamento nel 1935, all'indomani dell'invasione dell'Etiopia da parte delle truppe italiane, perché Dio proteggesse quelle stesse truppe che nella sua ottica avrebbero contribuito ad una sempre maggiore diffusione del cristianesimo anche nei paesi "non ancora cristianizzati". Schuster abbandonò tale illusione a seguito dell'approvazione delle leggi razziali fasciste tra settembre e novembre 1938: il 13 novembre 1938 il cardinale Schuster dal pulpito del Duomo di Milano, per l'inizio dell'Avvento ambrosiano, pronunciò un'omelia che condannava tali provvedimenti, denunciandone l'ideologia neo-pagana.
 Il testo integrale dell'omelia fu pubblicato il 15 novembre in prima pagina dal quotidiano cattolico L'Italia: il direttore Sante Maggi pagò il gesto con la rimozione dalla carica per evitare la chiusura del giornale.

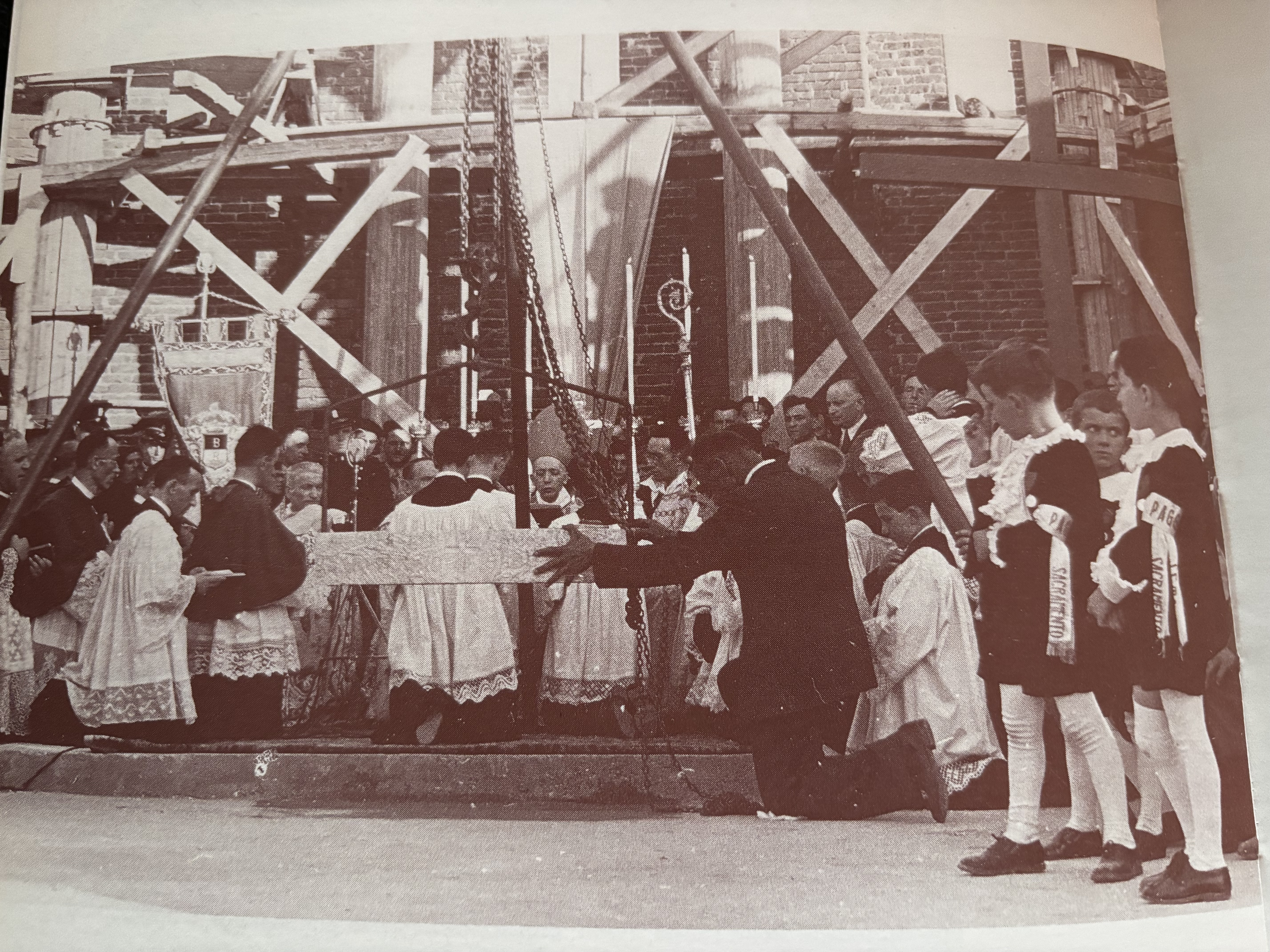
Il cardinale Schuster consacra la prima pietra della chiesa di Sant'Edoardo a Busto Arsizio il 24 giugno 1938.

Nel discorso del 17 gennaio 1939, al sinodo minore ambrosiano, Schuster affermò: «Ho detto civiltà e non semplicemente religione, perché di questa parola facilmente abusano. Così vogliono, per esempio, che la Chiesa cattolica faccia opera esclusivamente religiosa e si astenga assolutamente dalla politica, ma non riflettono che, come l’anima umana, pur essendo spirituale, è la forma sostanziale del corpo umano e può operare solo col corpo, così anche la Fede cattolica non può esplicarsi che nel cittadino, il Civis Italicus, e dentro la polis».
Di lui scrisse David Maria Turoldo:

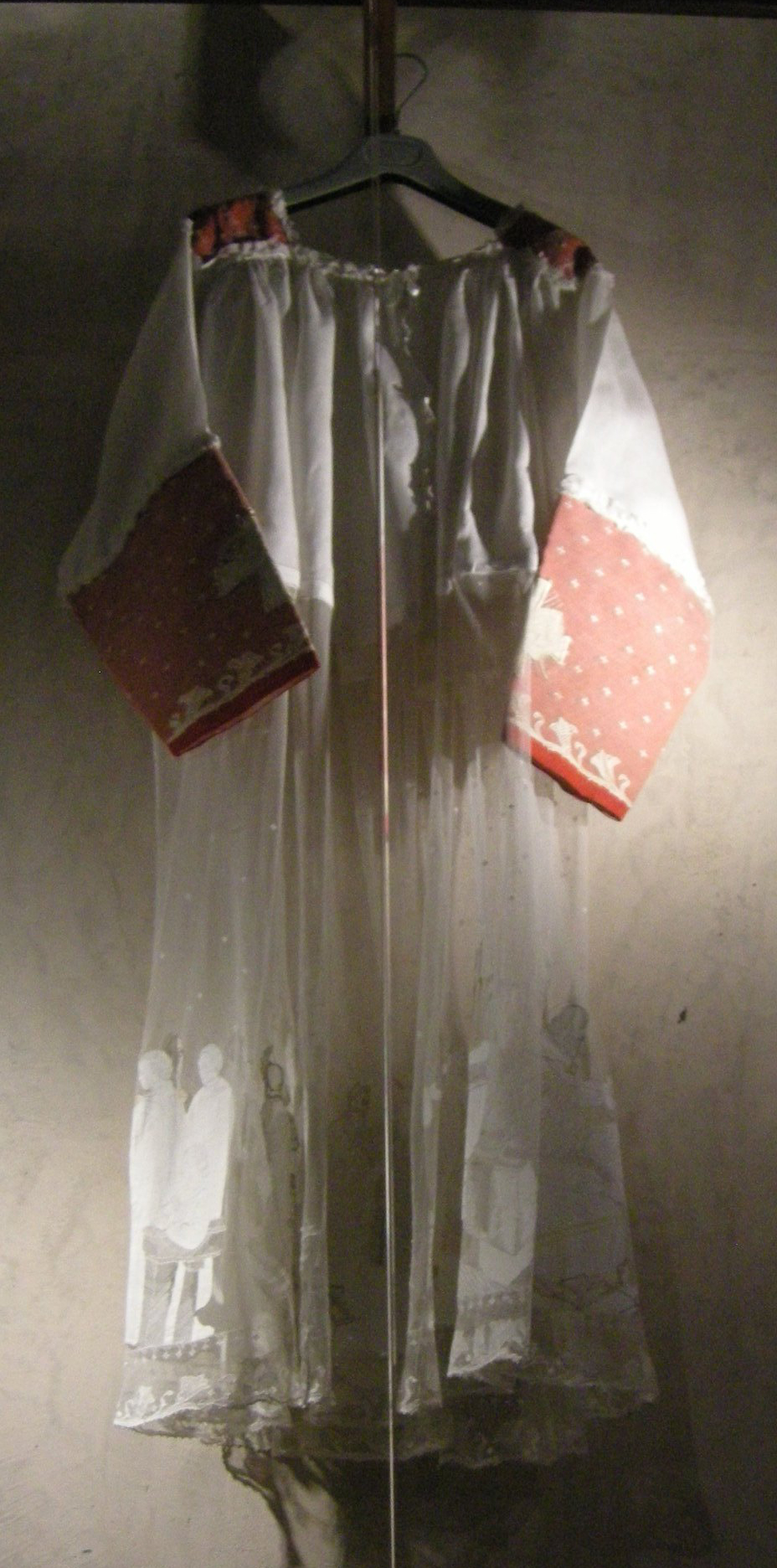
Un rocchetto del cardinale Schuster nel Tesoro di Sant'Ambrogio a Milano.

Durante il periodo bellico sostenne attivamente la Carità dell'Arcivescovo, dando il primo incarico di responsabile a Carlo Bianchi, il quale aveva avuto l'idea da una sua lettera pastorale. Carlo Bianchi morirà a Fossoli, fucilato.
Il 10 agosto 1944, quando i tedeschi avevano trucidato quindici partigiani nella strage di Piazzale Loreto, abbandonando lì i corpi, Schuster aveva scritto all'ambasciatore tedesco chiedendo che i cadaveri fossero rimossi, «altrimenti sarebbe andato lui a trasportarli». In quell'occasione, essendogli stato negato il permesso di uscire ed essendo quindi impossibilitato a officiare la benedizione, si curò di inviare l'allora diacono Giovanni Barbareschi per la benedizione delle salme.
Alla caduta della Repubblica Sociale Italiana promosse un incontro in arcivescovado tra Benito Mussolini e i rappresentanti partigiani, nel tentativo di concordare una resa senza spargimento di sangue. Propose anche a Mussolini di fermarsi in arcivescovado, sotto la sua protezione, per poi consegnarsi agli alleati. Il Duce però rifiutò, preferendo tentare la fuga. Quando il 29 aprile 1945 i corpi fucilati di Mussolini e degli altri gerarchi fascisti furono appesi in piazzale Loreto, Schuster informò Riccardo Lombardi, prefetto su nomina del Comitato di Liberazione Nazionale, che egli stesso «in porpora» avrebbe dato la benedizione alle salme «perché si deve aver rispetto di qualsiasi cadavere».
Il 21 ottobre 1945, a Dongo, luogo dell'arresto di Benito Mussolini e dei gerarchi fascisti, presiedette le celebrazioni solenni e incoronò l'effigie miracolosa della Madonna delle Lacrime, custodita nel suo santuario, a ringraziamento per la conclusione del conflitto bellico.
Alfredo Ildefonso Schuster salvò la vita a Indro Montanelli, come il giornalista afferma in un'intervista concessa a Michele Brambilla nel 2000: nel 1944 Montanelli era rinchiuso nel Carcere di San Vittore e condannato a morte dalle SS come esponente della resistenza antifascista. Schuster, che conosceva Montanelli per averne celebrato il matrimonio con la sua prima moglie, riuscì a ottenere una sospensione dell'esecuzione.
(Indro Montanelli intervistato da Michele Brambilla l'8 dicembre 2000, contenuta nell'edizione RCS Libri del 2001 del romanzo Il generale Della Rovere.)
Fu presidente della prima riunione, tenutasi l'8 gennaio 1952 a Firenze, della Conferenza dei presidenti delle regioni conciliari d'Italia, antesignana della Conferenza Episcopale Italiana.

### La morte
Malato, si spense nel seminario di Venegono il 30 agosto 1954, alle 4:15, località dove si era recato per trovare giovamento dalla calura della città. Le esequie furono celebrate in Duomo il 2 settembre e furono presiedute dall'allora patriarca di Venezia, il cardinale Angelo Giuseppe Roncalli, futuro papa Giovanni XXIII; il feretro fu quindi tumulato nel pavimento presso l'altare della Virgo potens.
Alla guida dell'arcidiocesi di Milano gli succedette Giovanni Battista Montini, futuro papa Paolo VI.

## Processo di canonizzazione

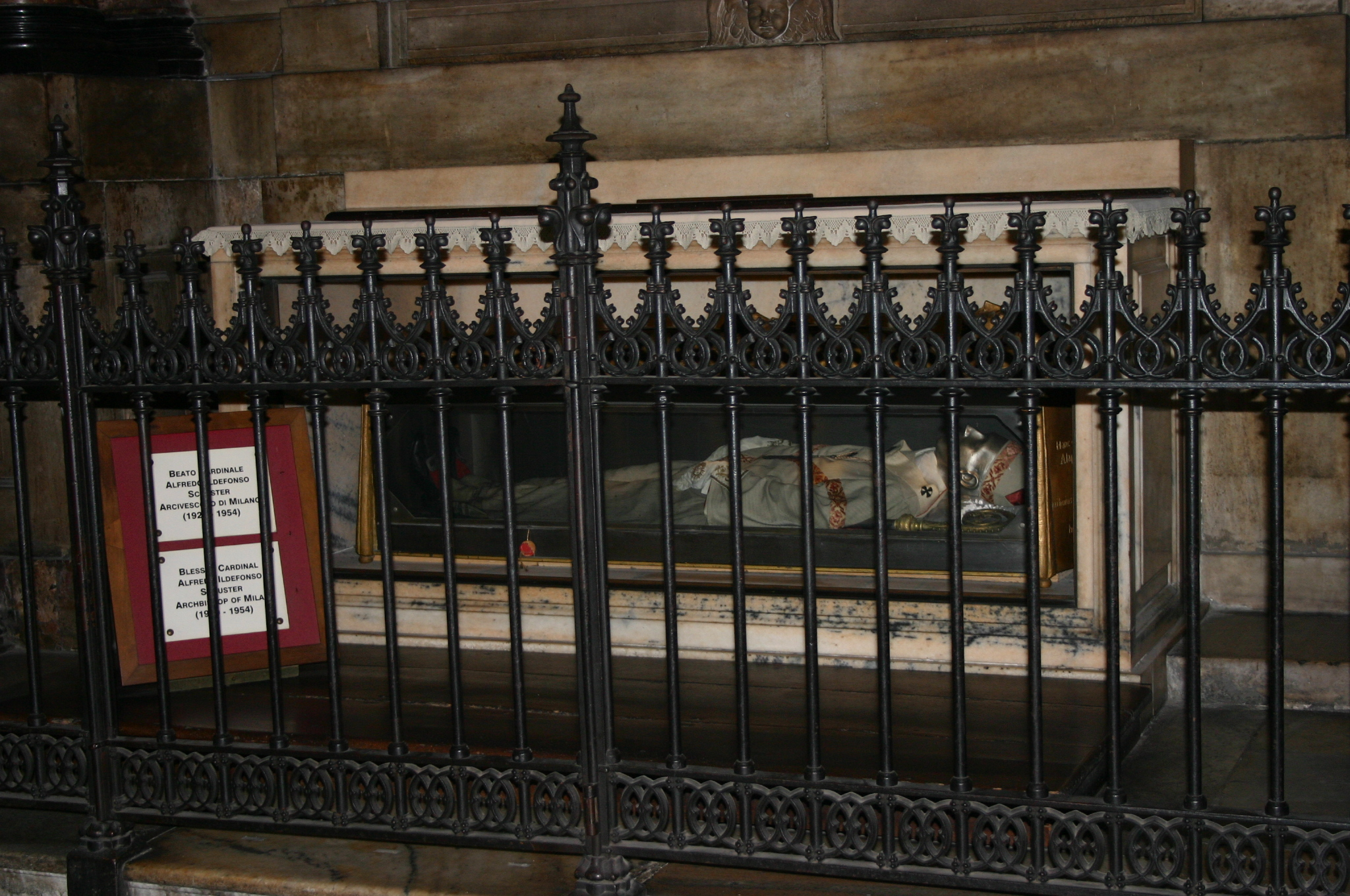
L'urna vitrea con le spoglie del cardinale Schuster, nell'altare della Virgo potens del duomo di Milano.

Il processo diocesano di canonizzazione venne aperto il 30 agosto 1957, dopo appena tre anni dal decesso del cardinale, promosso dall'allora arcivescovo di Milano Giovanni Battista Montini, e si concluse il 31 ottobre 1963. All'apertura della tomba del cardinale Schuster il 28 gennaio 1985, ad appena trent'anni dalla morte, il suo corpo venne ritrovato intatto; nei giorni seguenti il feretro fu offerto all'omaggio dei fedeli presso la chiesa delle Benedettine di via Bellotti, per poi essere riportato in Duomo e ricomposto in un'urna vitrea all'interno dell'altare della Virgo potens. Di lì a poco, il 18 luglio 1986 venne riaperta la causa presso la Congregazione delle cause dei santi ricevendo la positio nel 1989. Papa Giovanni Paolo II ne riconobbe le virtù eroiche e lo proclamò venerabile il 26 marzo 1994. Venne beatificato dallo stesso pontefice il 12 maggio 1996 in piazza San Pietro dopo la conferma del miracolo avvenuto a favore di suor Maria Emilia Brusati, guarita improvvisamente ed inspiegabilmente da un glaucoma.

## Intitolazioni

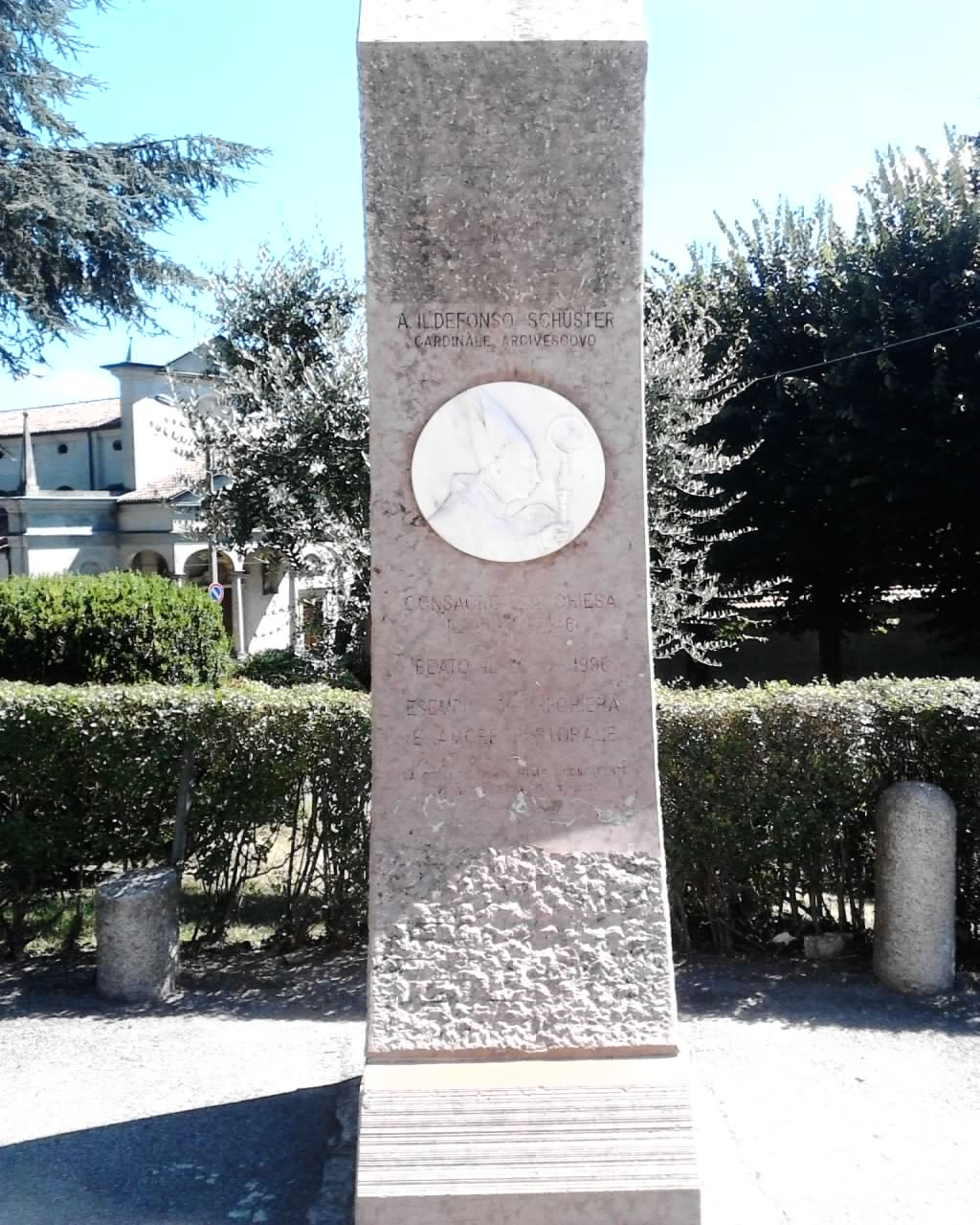
Monumento a Schuster presso Verano Brianza.

Nel 2006 l'Unione Cristiana Imprenditori Dirigenti (UCID) ha intitolato una borsa di studio in suo onore.
Sorte simile ha riguardato il parco antistante la basilica di San Paolo fuori le mura a Roma, che porta il suo nome.
Nella chiesa di Santa Maria presso San Celso a Milano, in una teca all'ingresso sono esposti dei paramenti del cardinale e il calco, fatto alla morte, del viso e della mano, effettuato dallo scultore don Marco Melzi dell'Istituto Beato Angelico di Milano.
A Milano, in via Feltre 100, dal 1954 sorge il Centro Giovanile Cardinale Schuster, fondato dal padre gesuita Ludovico Morell; l'Ospedale San Raffaele di Milano ha dedicato al cardinale il nome del proprio ambulatorio in via Nicostrato Castellini.
Presso la basilica di San Vincenzo al Volturno (Rocchetta a Volturno) si trova una sala conferenze a lui dedicata.

## Nella cultura di massa

### Filmografia
Nel film del 1974 Mussolini ultimo atto, diretto da Carlo Lizzani, Schuster è interpretato da Henry Fonda.

## Genealogia episcopale e successione apostolica
La genealogia episcopale è:
- Cardinale Scipione Rebiba
- Cardinale Giulio Antonio Santori
- Cardinale Girolamo Bernerio, O.P.
- Vescovo Claudio Rangoni
- Arcivescovo Wawrzyniec Gembicki
- Arcivescovo Jan Wężyk
- Vescovo Piotr Gembicki
- Vescovo Jan Gembicki
- Vescovo Bonawentura Madaliński
- Vescovo Jan Małachowski
- Arcivescovo Stanisław Szembek
- Vescovo Felicjan Konstanty Szaniawski
- Vescovo Andrzej Stanisław Załuski
- Arcivescovo Adam Ignacy Komorowski
- Arcivescovo Władysław Aleksander Łubieński
- Vescovo Andrzej Stanisław Młodziejowski
- Arcivescovo Kasper Kazimierz Cieciszowski
- Vescovo Franciszek Borgiasz Mackiewicz
- Vescovo Michał Piwnicki
- Arcivescovo Ignacy Ludwik Pawłowski
- Arcivescovo Kazimierz Roch Dmochowski
- Arcivescovo Wacław Żyliński
- Vescovo Aleksander Kazimierz Bereśniewicz
- Arcivescovo Szymon Marcin Kozłowski
- Vescovo Mečislovas Leonardas Paliulionis
- Arcivescovo Bolesław Hieronim Kłopotowski
- Arcivescovo Jerzy Józef Elizeusz Szembek
- Vescovo Stanisław Kazimierz Zdzitowiecki
- Cardinale Aleksander Kakowski
- Papa Pio XI
- Cardinale Alfredo Ildefonso Schuster, O.S.B.

La successione apostolica è:
- Arcivescovo Arcangelo Mazzotti, O.F.M. (1931)
- Vescovo Francesco Fulgenzio Lazzati, O.F.M. (1931)
- Arcivescovo Adriano Bernareggi (1932)
- Arcivescovo Giacinto Tredici, O.SS.C.A. (1934)
- Vescovo Rodolfo Orler, M.C.C.I. (1934)
- Cardinale Gustavo Testa (1934)
- Vescovo Pietro Mozzanica, O.SS.C.A. (1934)
- Arcivescovo Enrico Montalbetti, O.SS.C.A. (1935)
- Arcivescovo Giovanni C. Luigi Marinoni, O.F.M.Cap. (1936)
- Vescovo Paolo Castiglioni (1937)
- Vescovo Domenico Grassi, P.I.M.E. (1939)
- Arcivescovo Norberto Perini (1941)
- Vescovo Ildebrando Vannucci, O.S.B. (1943)
- Vescovo Domenico Bernareggi (1945)
- Arcivescovo Egidio Bignamini (1945)
- Vescovo Giuseppe Obert, P.I.M.E. (1949)
- Vescovo Giovanni Battista Cesana, M.C.C.I. (1951)
- Vescovo Alfonso Beretta, P.I.M.E. (1951)
- Vescovo Vitale Bonifacio Bertoli, O.F.M. (1951)
- Arcivescovo Anacleto Cazzaniga (1953)
- Vescovo Costantino Caminada (1953)
- Arcivescovo Agostino Saba (1953)

## Araldica
| Stemma | Blasonatura |
| --- | --- |
| | Partito: nel primo, d'azzurro, a tre monti all'italiana di rosso, sormontati dalla croce astile doppia d'oro e la scritta PAX, attraversante la croce, dello stesso; nel secondo, d'oro, al braccio destro vestito di rosso, uscente dal lato destro, tenente con la mano di carnagione, una spada d'argento, posta in palo. Lo scudo è accollato ad un pastorale d'oro, posto in palo, timbrato da un galero vescovile cordonato e con dodici nappe, disposte sei per parte, in tre ordini di 1, 2, 3, il tutto di verde.                                        |
| Alfredo Ildefonso Schuster Abate di San Paolo fuori le mura                                                  | |
| | Partito: nel primo, d'azzurro, a tre monti all'italiana di rosso, sormontati dalla croce astile doppia d'oro e la scritta PAX, attraversante la croce, dello stesso; nel secondo, d'oro, al braccio destro vestito di rosso, uscente dal lato destro, tenente con la mano di carnagione, una spada d'argento, posta in palo. Lo scudo è accollato a una croce astile patriarcale doppia d'oro, posta in palo, timbrato da un galero cardinalizio cordonato e con trenta nappe, disposte quindici per parte, in cinque ordini di 1, 2, 3, 4, 5, il tutto di rosso. |
| Alfredo Ildefonso Schuster Cardinale presbitero dei Santi Silvestro e Martino ai Monti Arcivescovo di Milano | |